# 83-as trolibusz (Budapest)
A budapesti 83-as jelzésű trolibusz a Fővám tér metróállomás és a Népliget metróállomás között közlekedik. A viszonylatot a Budapesti Közlekedési Zrt. közlekedteti a Budapesti Közlekedési Központ megrendelésére.

## Története
A járat 1983. augusztus 15-én indult meg a régi 109-es busz utódjaként, az Orczy tér és a mai Fővám (akkori nevén Dimitrov) tér között.
Az M4-es metró Fővám téri, illetve Kálvin téri állomásának építési munkálatai miatt, 2007. május 14. és 2010. május 22. között a vonalon szünetelt a trolibusz közlekedés. A 83-as trolibusz helyett 83-as jelzéssel trolipótló autóbuszok közlekedtek. Emellett 89-es jelzéssel trolibuszjárat közlekedett az Orczy tér és a Kálvin tér között. 2009 augusztusáig a 89-es trolibusz is a Kálvin tér és Orczy tér között közlekedett, de nem a Fővám tér – Vámház körút felé, hanem végig a Baross utcán. A 89-es 2009. augusztus 31-től újra járt, kivéve 2009. szeptember 21. és október 20. között.
2010. május 21-én üzemzáráskor megszűnt a 89-es trolibusz, május 22-én üzemzáráskor a 83-as trolipótló busz is. Helyüket 2010. május 25-én üzemkezdettől az Orczy tér és a Kálvin tér között újrainduló 83-as trolibusz vette át.
A vonalon 2010. május 25-től hétköznaponként trolibuszok és autóbuszok, szombaton csak autóbuszok szállították az utasokat. Erre azért volt szükség, mert a járműveket kiállító Kőbányai garázs nem rendelkezett sem alacsony padlós autóbusszal, sem pedig csuklós önjáró trolibusszal, így viszont hétköznap megvalósítható volt a részben akadálymentes kiszolgálás, valamint a szombati megnövekedett utasforgalmat is ki tudták szolgálni. A vonalon az önjáró trolibuszok a Közraktár utcától a Kálvin térig lehúzott áramszedővel, akkumulátoros üzemmódban közlekedtek. A Kálvin téri végállomáson az áramszedők automatikus felcsatlakozását a felsővezetékre épített különleges terelőidomok segítették.
2013. június 1-jétől a járat ismét eredeti útvonalán, a Fővám téren át közlekedik.
2021. december 4-étől hétvégente és ünnepnapokon a trolibuszokra kizárólag az első ajtón lehet felszállni, ahol a járművezető ellenőrzi az utazási jogosultságot.
A vonalnak nincs közvetlen kapcsolata más trolivonalakkal, kivéve a 72-es járatot, amellyel a Kálvin tér és az Orczy tér között azonos az útvonala. A trolik a Kőbányai (korábban Pongrác) garázsba - a 2000-ben kiépített felsővezetéket használva - a Kálvária tér – Orczy tér – Kőbányai út – Könyves Kálmán körút – Salgótarjáni utca útvonalon jutnak el.
2022. szeptember 19-étől 83M jelzéssel a Diószegi Sámuel utca – Elnök utca nyomvonalon a Népliget metróállomásig meghosszabbítva jár. A Kálvária tér és a Népliget közötti szakaszon a trolibuszok önjáró üzemmódban közlekednek. (Munkanapokon is szóló járművekkel kiadva.) A 75-ös trolibusz végleges rövidítéséig (2000. július) a Kőbányai garázsból ezen az útvonalon álltak ki a vonalra kiadott járművek, azonban a Könyves Kálmán körúti szakasz elbontásakor a Kőbányai úton létesítettek felsővezetéket helyette. A reaktivált régi útvonal felsővezetékének visszaépítése tervben van. 2023. március 18-ától ismét 83-as jelzéssel közlekedik.

## Útvonala
| Népliget metróállomás felé |
| Fővám tér M vá. – Vámház körút – Kálvin tér – Üllői út – Szabó Ervin tér – Baross utca – Kálvária tér – Diószegi Sámuel utca – Elnök utca – Szenes Iván tér – Magyarok nagyasszonya tér – Elnök utca – Hell Miksa sétány – Népliget M vá.             |
| Fővám tér metróállomás felé |
| Népliget M vá. – Hell Miksa sétány – Könyves Kálmán körút – Üllői út – Gaál Mózes utca – Magyarok Nagyasszonya tér – Szenes Iván tér – Elnök utca – Diószegi Sámuel utca – Baross utca – Mária utca – Kinizsi utca – Közraktár utca – Fővám tér M vá. |

## Megállóhelyei
| 0  | Fővám tér M végállomás                              | 21 | 2, 2B, 23, 47, 48, 49 15 |
| ∫  | Czuczor utca                                        | 20 | 15 |
| 2  | Kálvin tér M                                        | ∫  | 47, 48, 49 72 9, 15, 100E |
| 4  | Szentkirályi utca                                   | ∫  | 72 9 |
| ∫  | Közraktár utca                                      | 19 | 15 |
| ∫  | Ráday utca                                          | 18 | 15 |
| ∫  | Üllői út                                            | 17 | 15 |
| 6  | Harminckettesek tere                                | 15 | 4, 6 72 9 |
| 8  | Horváth Mihály tér                                  | 13 | 72 9 |
| 9  | Muzsikus cigányok parkja                            | 12 | 72 9 |
| 10 | Kálvária tér                                        | 11 | 72 9, 99 |
| 12 | Kőris utca (Korányi Sándor utca) (↓) Kőris utca (↑) | 8  | 99 |
| 13 | Ludovika Aréna                                      | 6  | |
| 14 | Elnök utca                                          | 5  | 23, 24 |
| 16 | Szenes Iván tér                                     | 4  | |
| ∫  | Népliget M                                          | 2  | 254E 1, 1A 607, 608, 626, 628, 629, 630, 631, 632, 633, 635, 636, 650, 653, 655, 656, 660, 661, 705 1080, 1081, 1085, 1087, 1090, 1092, 1094, 1110, 1111, 1113, 1115, 1120, 1121, 1125, 1131, 1134, 1136, 1172, 1173, 1174, 1175, 1176, 1177, 1183, 1184, 1185, 1188, 1189, 1190, 1193, 1194, 1201, 1205, 1212, 1215, 1216, 1229, 1251, 1253, 1254, 1257, 1268 |
| 18 | Népliget M végállomás                               | 0  | 254E 1, 1A 607, 608, 626, 628, 629, 630, 631, 632, 633, 635, 636, 650, 653, 655, 656, 660, 661, 705 1080, 1081, 1085, 1087, 1090, 1092, 1094, 1110, 1111, 1113, 1115, 1120, 1121, 1125, 1131, 1134, 1136, 1172, 1173, 1174, 1175, 1176, 1177, 1183, 1184, 1185, 1188, 1189, 1190, 1193, 1194, 1201, 1205, 1212, 1215, 1216, 1229, 1251, 1253, 1254, 1257, 1268 |